# Корчажкино
Корчажкино — деревня в Дзержинском районе Калужской области России. Входит в состав сельского поселения «Деревня Рудня».

## География
Деревня находится на севере центральной части Калужской области, в зоне хвойно-широколиственных лесов, на берегах реки Песочной, на расстоянии примерно 18 километров (по прямой) к юго-западу от Кондрова, административного центра района. Абсолютная высота — 165 метров над уровнем моря.

### Климат
Климат характеризуется как умеренно континентальный, с тёплым летом и умеренно морозной зимой. Среднегодовая многолетняя температура воздуха составляет 4 — 4,6 °С. Средняя температура воздуха самого тёплого месяца (июля) — 17,8 °C (абсолютный максимум — 39 °C); самого холодного (января) —−8,9 °C (абсолютный минимум — −35,2 °C). Безморозный период длится в среднем 149 дней. Среднегодовое количество атмосферных осадков составляет 654 мм, из которых 441 мм выпадает в период с апреля по октябрь. Снежный покров держится в течение 130—145 дней.

### Часовой пояс
Деревня Корчажкино, как и вся Калужская область, находится в часовой зоне МСК (московское время). Смещение применяемого времени относительно UTC составляет +3:00.

## Население
| 2002 | 2010 |
| ---- | ---- |
| 11   | →11  |

### Половой состав
По данным Всероссийской переписи населения 2010 года в гендерной структуре населения мужчины составляли 54,5 %, женщины — соответственно 45,5 %.

### Национальный состав
Согласно результатам переписи 2002 года, в национальной структуре населения русские составляли 91 %.